# San Pablo (Bolívar)
San Pablo – miasto w Kolumbii, w departamencie Bolívar.